# Liste des îles de Bahreïn

Carte de Bahreïn et de ses îles

Voici une liste des îles de Bahreïn.

## Par ordre alphabétique
- Îles Amwaj
- Île de Bahreïn
- Halat Nuaim
- Îles Hawar
- Jidda
- Île de Muharraq
- Nabih Saleh
- Sitra
- Umm an Nasan
- Umm as Sabaan